# 触覚タッチ
触覚タッチ（英: Haptic Touch）とは、Appleが開発したハプティクス機能である。3D Touchの代替機能として、対応したiPhone上で利用できる。

## 概要
iPhone XR、iPhone SE (第2世代)以降、3D Touchの代替機能としてiPhone XS/XS Maxを除く全てのiPhoneに導入されている。尚、3D Touch搭載機種であっても、iOS 13以降は3D TouchをオフにすることでHaptic Touchが代わりに機能する。画面を長押しする（3D Touchは画面を強く押す）事で動作する。iOS 12では通知のプレビューやホーム画面におけるアプリのショートカットなど、3D Touchに比べて実行できることが少なかったが、2019年9月20日にリリースされたiOS 13からは、3D Touchのみに対応したアプリや機能を除き、3D Touchと同じ機能が使えるようになった。

## 実装
触覚タッチ採用iPhoneでは通常のタッチとの違いを使用者が区別できるように例外なくTaptic Engineという触覚フィードバック（ハプティクス）装置が搭載されている。
動作する際は必ずこのTaptic Engineによって端末が僅かに振動し、使用者に触覚タッチがアクティブになったことを知らせるようになっている。

## 搭載機種
iPhone XS以前（XRを除く）はiOS 13以降にアップデートすることで使用が可能。
- iPhone 6s/6s Plus
- iPhone 7/7 Plus
- iPhone 8/8 Plus
- iPhone X
- iPhone XS/XS Max
- iPhone XR
- iPhone 11
- iPhone 11 Pro / Pro Max
- iPhone 12 / 12 mini
- iPhone 12 Pro /  Pro Max
- iPhone 13 / 13 mini
- iPhone 13 Pro / Pro Max
- iPhone 14 / 14 Plus
- iPhone 14 Pro / Pro Max
- iPhone 15 / 15 Plus
- iPhone 15 Pro / Pro Max
- iPhone 16 / 16 Plus
- iPhone 16 Pro / Pro Max
- iPhone 16e
- iPhone SE (第2世代)
- iPhone SE (第3世代)

iPhone SE (第1世代)やiPod touch (第7世代)、iPadでも、iOS 13以降・iPadOS 13以降では画面を長押しすることで触覚タッチと同じ機能が使用できる。ただし、Taptic Engineを搭載していないため触覚フィードバックは発生しない。